# Otón de Wied
El príncipe Otón de Wied (22 de noviembre de 1850 - 18 de febrero de 1862) fue un miembro de la casa de Wied, muerto en su niñez.

## Biografía
Fue el tercero y último de los hijos del matrimonio formado por Germán, príncipe de Wied y la princesa María de Nassau-Weilburg.
Sus hermanos mayores fueron:
- Isabel (1843-1916) que sería reina consorte de Rumanía; y
- Guillermo (1845-1907), V príncipe de Wied.

Tras su nacimiento se comprobó que era de salud frágil, como consecuencia de un problema orgánico, de hecho se pensó que no viviría mucho después de nacer. Su madre sufrió una parálisis después de darle a luz.
En la primavera de 1851, Otón se movió junto con su familia a Bonn, con objeto de que este pudiera ser tratado de sus dolencias por médicos especialistas.
Durante sus últimos siete años de vida fue atendido por una institutriz inglesa, María Barnes. Su vida trascurrió junto a su familia, siendo el centro de la vida familiar, especialmente por su difícil estado de salud. A pesar de su corta edad, viajó junto con su familia a París en el verano de 1853; y a Suiza y el norte de Italia, en el otoño del año 1858, durante tres meses. 
Tuvo una gran afición a la poesía, llegando a recitar algunos versos de Goethe al visitar el nacimiento del río Rin, y de Bürger, en el valle de este río.
Murió en 1862, tras dos años de progresiva decadencia en su salud. Según su deseo fue enterrado en el jardín del palacio de Monrepos en Neuwied. Su padre falleció dos años después.
Su hermana Isabel, conocida escritora bajo el nombre de Carmen Sylva, dedicó un capítulo de su libro de recuerdos a Otón, describiendo su corta vida.

### Individuales
1. ↑  Roeßler, Philipp von (1893). Die historischen Begebenheiten und die Entwickelung der staatlichen Einrichtungen in den Nassauischen Landen (en alemán). Gebr. Petmecky. p. 162. Consultado el 1 de abril de 2022.